# Geukjangjeon
Geukjangjeon (극장전) è un film del 2005 diretto da Hong Sang-soo.